# Las claves del Románico
Las claves del románico es una serie documental emitida por TVE dirigida y presentada por el arquitecto y dibujante español José María Pérez González, más conocido como Peridis. Inicialmente constaba de 13 episodios que fueron emitidos en el año 2002, grabándose posteriormente otras dos temporadas emitidas en los años 2006 y 2007 con 10 nuevos episodios cada una. La duración de los capítulos es de aproximadamente media hora. La serie cuenta con la colaboración del Centro de Estudios del Románico de la Fundación Santa María la Real.

## Episodios

### Temporada I, El Duero (2002)
| No | Título                                   | Fecha de emisión         | Comentarios |
| -- | ---------------------------------------- | ------------------------ | --- |
| 1  | Introducción al Románico                 | 22 de septiembre de 2002 | Es el capítulo introductorio de la serie. Lugares mostrados: - Monasterio de Santo Domingo de Silos (Santo Domingo de Silos, provincia de Burgos). - Villa romana La Olmeda (Pedrosa de la Vega, provincia de Palencia). - Acueducto de Segovia (Segovia, provincia de Segovia). - Eremitorio de San Miguel de Presillas de Bricia (Presillas, provincia de Burgos). - Cueva de los Siete Altares (Villaseca, Sepúlveda, provincia de Segovia). - Iglesia de Santa María de Quintanilla de las Viñas (Quintanilla de las Viñas, Mambrillas de Lara, provincia de Burgos). - Iglesia de San Juan de Baños (Baños del Cerrato, Venta de Baños, provincia de Palencia). - Iglesia de San Pedro de la Nave (El Campillo, San Pedro de la Nave-Almendra, provincia de Zamora). - Iglesia de San Cebrián de Mazote (San Cebrián de Mazote, provincia de Valladolid). - Iglesia de San Miguel de Escalada (San Miguel de Escalada, Gradefes, provincia de León). - Iglesia de Santiago de Peñalba (Peñalba de Santiago, Ponferrada, provincia de León). - Iglesia de Santa Centola y Santa Elena (Valdelateja, Valle de Sedano, provincia de Burgos). - Iglesia de Santa María de Wamba (Wamba, provincia de Valladolid). - Santiago de Compostela (provincia de La Coruña). - Monasterio de Santa María la Real de Aguilar de Campoo (Aguilar de Campoo, provincia de Palencia). |
| 2  | Los monasterios (I parte)                | 29 de septiembre de 2002 | Lugares mostrados: - Monasterio de San Pedro de Arlanza (Hortigüela, provincia de Burgos). - Monasterio de Santa María la Real de Aguilar de Campoo (Aguilar de Campoo, provincia de Palencia). - Monasterio de Santa María de Bujedo (Bugedo, provincia de Burgos). - Monasterio de Santa María de Gradefes (Gradefes, provincia de León). - Monasterio de Santa María de Carracedo (Carracedo del Monasterio, Carracedelo, provincia de León). - Monasterio de San Andrés de Arroyo (San Andrés de Arroyo, Santibáñez de Ecla, provincia de Palencia). - Monasterio de Santo Domingo de Silos (Santo Domingo de Silos, provincia de Burgos). - Monasterio de Santa María la Real de Las Huelgas (Burgos, provincia de Burgos). - Monasterio de San Juan de Duero (Soria, provincia de Soria). - Monasterio de Santa María de Huerta (Santa María de Huerta, provincia de Soria). - Monasterio de Santa María de Moreruela (Granja de Moreruela, provincia de Zamora). - Monasterio de Santa María de Sandoval (Villaverde de Sandoval, Mansilla Mayor, provincia de León). - Monasterio de Santa María de Retuerta (Sardón de Duero, provincia de Valladolid). - Monasterio de San Salvador de Oña (Oña, provincia de Burgos). - Monasterio de Santa Cruz de la Zarza (Ribas de Campos, provincia de Palencia). - Monasterio de Santa María de Mave (Santa María de Mave, Aguilar de Campoo, provincia de Palencia). - Monasterio de San Pedro de las Dueñas (San Pedro de las Dueñas, Sahagún, provincia de León). - Monasterio de Santa María de Valbuena (Valbuena de Duero, provincia de Valladolid). - Monasterio de Santa María de Palazuelos (Corcos del Valle, provincia de Valladolid). - Monasterio de San Benito de Sahagún (Sahagún, provincia de León). |
| 3  | Los monasterios (II parte)               | 6 de octubre de 2002     | Lugares mostrados: - Monasterio de San Pedro de Arlanza (Hortigüela, provincia de Burgos). - Monasterio de Santa María la Real de Aguilar de Campoo (Aguilar de Campoo, provincia de Palencia). - Monasterio de Santa María de Bujedo (Bugedo, provincia de Burgos). - Monasterio de Santa María de Gradefes (Gradefes, provincia de León). - Monasterio de Santa María de Carracedo (Carracedo del Monasterio, Carracedelo, provincia de León). - Monasterio de San Andrés de Arroyo (San Andrés de Arroyo, Santibáñez de Ecla, provincia de Palencia). - Monasterio de Santo Domingo de Silos (Santo Domingo de Silos, provincia de Burgos). - Monasterio de Santa María la Real de Las Huelgas (Burgos, provincia de Burgos). - Monasterio de San Juan de Duero (Soria, provincia de Soria). - Monasterio de Santa María de Huerta (Santa María de Huerta, provincia de Soria). - Monasterio de Santa María de Moreruela (Granja de Moreruela, provincia de Zamora). - Monasterio de Santa María de Sandoval (Villaverde de Sandoval, Mansilla Mayor, provincia de León). - Monasterio de Santa María de Retuerta (Sardón de Duero, provincia de Valladolid). - Monasterio de San Salvador de Oña (Oña, provincia de Burgos). - Monasterio de Santa Cruz de la Zarza (Ribas de Campos, provincia de Palencia). - Monasterio de Santa María de Mave (Santa María de Mave, Aguilar de Campoo, provincia de Palencia). - Monasterio de San Pedro de las Dueñas (San Pedro de las Dueñas, Sahagún, provincia de León). - Monasterio de Santa María de Valbuena (Valbuena de Duero, provincia de Valladolid). - Monasterio de Santa María de Palazuelos (Corcos del Valle, provincia de Valladolid). - Monasterio de San Benito de Sahagún (Sahagún, provincia de León). |
| 4  | El Románico y la repoblación             | 13 de octubre de 2002    | Lugares mostrados: - Castillo de Gormaz (Gormaz, provincia de Soria). - Iglesia de San Miguel de Bordecorex (Bordecorex, Caltojar, provincia de Soria). - Ermita de Santa Cecilia de Aguilar de Campoo (Aguilar de Campoo, provincia de Palencia). - Iglesia de San Julián y Santa Basilisa de Rebolledo de la Torre (Rebolledo de la Torre, provincia de Burgos). - Ermita de San Marcos de Ólvega (Ólvega, provincia de Soria). - Iglesia de Santo Domingo de Guzmán de Fuentelsaz (Fuentelsaz de Soria, provincia de Soria). - Iglesia de San Bartolomé de la Barbolla (La Barbolla, provincia de Soria). - Iglesia de San Pedro de Cerbón (Cerbón, provincia de Soria). - Torre de San Miguel de Yanguas (Yanguas, provincia de Soria). - Ermita de Santa María de Quintanahernando (Salinas de Pisuerga, provincia de Palencia). - Iglesia de Santa Eulalia de Barrio de Santa María (Barrio de Santa María, Aguilar de Campoo, provincia de Palencia). - Iglesia de San Quirce de los Ausines (Los Ausines, provincia de Burgos). - Iglesia de San Martín de Matalbaniega (Matalbaniega, Aguilar de Campoo, provincia de Palencia). - Iglesia de la Concepción de San Vicentejo de Treviño (San Vicentejo, Condado de Treviño, provincia de Burgos). - Iglesia de Santa Cecilia de Vallespinoso (Vallespinoso de Aguilar, Aguilar de Campoo, provincia de Palencia). - Iglesia de Santa María de Valdegama (Valdegama, Aguilar de Campoo, provincia de Palencia). - Iglesia de San Pedro de Perdices (Perdices, Viana de Duero, provincia de Soria). - Iglesia de la Asunción de Lumías (Lumías, Berlanga de Duero, provincia de Soria). - Iglesia de San Miguel de Valdenebro (Valdenebro, provincia de Soria). - Tainas (Brías, Berlanga de Duero, provincia de Soria). - Iglesia de San Martín de Rejas de San Esteban (Rejas de San Esteban, San Esteban de Gormaz, provincia de Soria). - Iglesia de San Miguel de Sotosalbos (Sotosalbos, provincia de Segovia). - Iglesia de San Martín de Aguilera (Aguilera, Bayubas de Abajo, provincia de Soria). - Iglesia de Santa Cristina de Barca (Barca, provincia de Soria). - Iglesia de la Natividad de Santa María de Riaza (Santa María de Riaza, Ayllón, provincia de Segovia). - Iglesia de San Martín de Miño de San Esteban (Miño de San Esteban, provincia de Soria). - Iglesia de la Concepción de Omeñaca (Omeñaca, Arancón, provincia de Soria). - Iglesia de la Asunción de Duratón (Duratón, Sepúlveda, provincia de Segovia). - Iglesia de San Miguel de San Esteban de Gormaz (San Esteban de Gormaz, provincia de Soria). - Iglesia de Nuestra Señora del Rivero (San Esteban de Gormaz, provincia de Soria). - Iglesia de San Pedro de Caracena (Caracena, provincia de Soria). - Iglesia de Santa María de Caracena (Caracena, provincia de Soria). - Iglesia de la Virgen de la Peña (Sepúlveda, provincia de Segovia). - Iglesia de San Miguel ([[]], provincia de Soria). - Iglesia de San Miguel (Almazán, Soria), - Iglesia de San Juan de Rabanera ([[]], provincia de Soria). - Iglesia de Santo Tomás Cantuariense (Salamanca), - Iglesia de San Andrés (Ávila), - Iglesia de San Millán (Segovia), - Iglesia de San Justo (Segovia), - Iglesia de San Lorenzo (Segovia) |
| 5  | La ciencia, el saber y la espiritualidad | 20 de octubre de 2002    | Imágenes grabadas en: Beato de San Andrés de Arroyo, Beato de Silos, Beato del Burgo de Osma, Beato de Fernando I y Doña Sancha, Beato de San Pedro de Cárdena, Real Colegiata Basílica de San Isidoro de León (León), Monasterio de Silos, Iglesia de Santa Eufemia de Cozuelos ([[]], provincia de Palencia). Cristo de San Esteban, Cristo de Grijera, Cristo de Vallejo, Cristo de Carrizo, Cristo de Fernando I y Doña Sancha, Iglesia de Santiago (Carrión de los Condes, Palencia), Iglesia de Moarves de Ojeda ([[]], provincia de Palencia). Catedral Vieja de Salamanca, Iglesia de Fuentelsaz ([[]], provincia de Soria). Ermita de Santa Eulalia (Barrio de Santa María, Palencia), Colegiata de Santa María de Arbas (León), Iglesia de San Juan de Rabanera ([[]], provincia de Soria). Iglesia de San Bartolomé de la Borbolla ([[]], provincia de Soria). Iglesia de San Quirce de los Ausines ([[]], provincia de Burgos). Iglesia de Santo Domingo ([[]], provincia de Soria). Iglesia de Duratón (Segovia), Iglesia de San Vicente (Ávila), Iglesia de Santa Cecilia (Aguilar de Campoo, Palencia), Monasterio de Santa María de Gradefes (León), Monasterio de Moreruela (Zamora), Virgen Majestad Catedral de Santa María de Astorga (León), Virgen de Butrera ([[]], provincia de Burgos). Iglesia de Gredilla de Sedano (Burgos) |
| 6  | La inseparable compañía del diablo       | 27 de octubre de 2002    | Imágenes grabadas en: Beato de San Andrés de Arroyo, Beato de Silos, Beato del Burgo de Osma, Beato de Fernando I y Doña Sancha, Ermita de Santa Eulalia (Barrio de Santa María, Palencia), Iglesia de San Quirce de los Ausines ([[]], provincia de Burgos). Iglesia de San Justo (Segovia), Iglesia de San Vicentejo (Vallejo de Mena, Palencia), Iglesia de Santo Domingo ([[]], provincia de Soria). Monasterio de Silos, Iglesia de Rebolledo de la Torre ([[]], provincia de Burgos). Monasterio de San Andrés de Arroyo ([[]], provincia de Palencia). Iglesia de Languilla ([[]], provincia de Soria). Iglesia de Rueda de Pisuerga ([[]], provincia de Palencia). Miranda de Ebro ([[]], provincia de Burgos). San Pedro de Tejada ([[]], provincia de Burgos). Iglesia de Cervatos (Cantabria), Iglesia de Rebanal de las Llantas ([[]], provincia de Palencia). Iglesia de Matalbaniega ([[]], provincia de Palencia). Iglesia de Sequeras del Fresno ([[]], provincia de Burgos). Real Colegiata Basílica de San Isidoro de León (León), Iglesia de Cillamayor ([[]], provincia de Palencia). Concatedral de San Pedro ([[]], provincia de Soria). Monasterio de Santa María la Real (Aguilar de Campoo, Palencia), Iglesia de San Vicente (Ávila), Iglesia de San Martín (Salamanca), Puente románico de Néstar ([[]], provincia de Palencia). Iglesia de Santa Marta de Tera (Zamora), Museo Arqueológico de León (León), Iglesia de Duratón (Segovia), Catedral Vieja de Salamanca, Iglesia de Moarves de Ojeda ([[]], provincia de Palencia). Iglesia de Calahorra de Boedo ([[]], provincia de Palencia). Iglesia de Santa Eufemia de Cozuelos ([[]], provincia de Palencia). Iglesia de Villanueva de la Peña ([[]], provincia de Palencia). Iglesia de la Virgen de la Peña (Sepúlveda, Segovia), Iglesia de San Martín de Frómista (Palencia) |
| 7  | Catedrales y colegiatas                  | 3 de noviembre de 2002   | Imágenes grabadas en: Iglesia de Requijada (Segovia), Catedral Vieja de Salamanca (Iglesia Catedral de Santa María de la Sede), Catedral de Zamora (Iglesia Catedral de San Salvador), Catedral de Ciudad Rodrigo (Iglesia Catedral de Santa María) (Salamanca), Catedral de Ávila, Catedral de Palencia (Catedral de San Antolín), Catedral de El Burgo de Osma ([[]], provincia de Soria). Colegiata de Santa María la Mayor de Toro (Zamora), Real Colegiata Basílica de San Isidoro de León (León), Colegiata de San Pedro (hoy concatedral) ([[]], provincia de Soria). Colegiata de Santa Marta de Tera (Zamora), Colegiata de Santa María de Arbas (León), Colegiata de Santa María (Valladolid) |
| 8  | La construcción románica                 | 10 de noviembre de 2002  | Imágenes grabadas en: Castillo de Berlanga de Duero ([[]], provincia de Soria). Ruinas romanas de Clunia ([[]], provincia de Burgos). Cantera de Silos ([[]], provincia de Burgos). Cantera de Vallesa de La Guareña (Zamora), Centro de los Oficios de León (León), Iglesia de Rebolledo de la Torre ([[]], provincia de Palencia). Iglesia del Barrio de Santa María ([[]], provincia de Palencia). Iglesia de Matalbaniega ([[]], provincia de Palencia). Iglesia de Cuellar de la Sierra ([[]], provincia de Soria). Iglesia de Corvio ([[]], provincia de Palencia). Iglesia de San Felices de Castillería ([[]], provincia de Soria). Iglesia de Gredilla de Sedano ([[]], provincia de Burgos). Iglesia de Escobados de Abajo ([[]], provincia de Burgos). Iglesia de Valdenoceda ([[]], provincia de Burgos). Iglesia de Siones ([[]], provincia de Burgos). Iglesia de San Pantaleón de Losa ([[]], provincia de Burgos). Iglesia de Yanguas ([[]], provincia de Soria). Iglesia de Monasterio de Rodilla ([[]], provincia de Burgos). Iglesia de Coruña del Conde ([[]], provincia de Burgos). Iglesia de Jaramillo de la Fuente ([[]], provincia de Burgos). Iglesia de Garray ([[]], provincia de Soria). Iglesia de San Miguel de San Esteban de Gormaz ([[]], provincia de Soria). Iglesia de Caltojar ([[]], provincia de Soria). Iglesia de San Salvador de Cantamuda ([[]], provincia de Palencia). Iglesia de Butrera ([[]], provincia de Burgos). Iglesia de Vallejo de Mena ([[]], provincia de Burgos). Iglesia de Dehesa de Romanos ([[]], provincia de Palencia). Iglesia de Pozancos ([[]], provincia de Palencia). Iglesia de Vallespinosa de Cervera ([[]], provincia de Palencia). Iglesia de Caracena ([[]], provincia de Soria). Iglesia de Gormaz ([[]], provincia de Soria). Iglesia de Nuestra Señora de Arbas de Gordaliza del Pino (León), Iglesia de San Tirso de Sahagún (León), Iglesia de San Lorenzo de Sahagún (León), Iglesia de Nuestra Señora del Mercado de León (León), Iglesia de Zorita del Páramo ([[]], provincia de Palencia). Iglesia de Barrios de Bureba ([[]], provincia de Burgos). Iglesia de San Pelayo de Perazancas ([[]], provincia de Palencia). Iglesia de San Baudelio ([[]], provincia de Soria). Iglesia de San Pelayo de Mena ([[]], provincia de Burgos). Iglesia de Brias ([[]], provincia de Soria). Iglesia de Villanueva de la Torre ([[]], provincia de Palencia). Iglesia de Revilla de Santullán ([[]], provincia de Palencia). Iglesia de Vizcaínos ([[]], provincia de Burgos). Iglesia de Ucero ([[]], provincia de Soria). Iglesia de Torreandaluz ([[]], provincia de Soria). Iglesia de Calatañazor ([[]], provincia de Soria). Iglesia de Vallespinoso de Aguilar (Palencia) |
| 9  | Reconquista y fortificación              | 17 de noviembre de 2002  | |
| 10 | Fiestas, juegos y espectáculos           | 24 de noviembre de 2002  | |
| 11 | Las ciudades románicas I                 | 1 de diciembre de 2002   | |
| 12 | Las ciudades románicas II                | 8 de diciembre de 2002   | |
| 13 | El Camino de Santiago                    | 15 de diciembre de 2002  | |

### Temporada II (2006)
| No    | Título                                         | Fecha de emisión        | Comentarios |
| ----- | ---------------------------------------------- | ----------------------- | ----------- |
| 1-14  | Asturias I: Prerrománico asturiano             | 1 de octubre de 2006    |             |
| 2-15  | Cantabria I                                    | 8 de octubre de 2006    |             |
| 3-16  | Castilla y León I: El Románico de ladrillo     | 15 de octubre de 2006   |             |
| 4-17  | Aragón II: De La Jacetania a La Hoya de Huesca | 22 de octubre de 2006   |             |
| 5-18  | Navarra: El románico de los Reinos             | 29 de octubre de 2006   |             |
| 6-19  | Castilla y León II: Las Merindades             | 5 de noviembre de 2006  |             |
| 7-20  | La Rioja                                       | 12 de noviembre de 2006 |             |
| 8-21  | Asturias II: Románico en Asturias              | 3 de diciembre de 2006  |             |
| 9-22  | Aragón I: Las Cinco Villas                     | 19 de noviembre de 2006 |             |
| 10-23 | Galicia I: La Ribera Sacra                     | 26 de noviembre de 2006 |             |

### Temporada III (2007)
| No    | Título                                              | Fecha de emisión        | Comentarios |
| ----- | --------------------------------------------------- | ----------------------- | ----------- |
| 1-24  | Cataluña I: Valle de Boí y Valle de Arán            | 9 de octubre de 2007    |             |
| 2-25  | País Vasco: Álava                                   | 16 de octubre de 2007   |             |
| 3-26  | Galicia II: Pontevedra                              | 30 de octubre de 2007   |             |
| 4-27  | Sobrarbe y Ribagorza                                | 6 de noviembre de 2007  |             |
| 5-28  | Castilla-La Mancha: Guadalajara                     | 13 de noviembre de 2007 |             |
| 6-29  | Cantabria II                                        | 4 de diciembre de 2007  |             |
| 7-30  | Cataluña II: Los grandes monasterios benedictinos   | 20 de noviembre de 2007 |             |
| 8-31  | Cataluña III: Los grandes monasterios cistercienses | 27 de noviembre de 2007 |             |
| 9-32  | Castilla y León III: La montaña palentina           | 11 de diciembre de 2007 |             |
| 10-33 | Galicia III: El final del Camino                    | 25 de diciembre de 2007 |             |

## Datos técnicos
- Dirección y Presentación: José María Pérez "Peridis"
- Productor: Felipe Morillo
- Guion y Realización: Elías Andrés, Juan Carlos González, Pedro Luis Jiménez
- Música: Miguel Ángel Tallante